# Liu Guangyuan
Liu Guangyuan (chiń. 刘光源) – chiński dyplomata. W latach 2010–2014 ambasador ChRL w Kenii, w latach 2018–2021 ambasador ChRL w Polsce.

## Życiorys
Od 1982 studiował na Uniwersytecie w Zhengzhou. W latach 1986–1988 odbywał szkolenie w Ministerstwie Spraw Zagranicznych Chińskiej Republiki Ludowej. Potem został urzędnikiem w Departamencie Afryki MSZ ChRL.
W latach 1988–1989 był pracownikiem ambasady ChRL w Ghanie. W latach 1989–1994 attaché i III sekretarz ambasady ChRL w Nigerii. Od 1994 do 2000 pracował w Biurze Kadr MSZ ChRL, gdzie był kolejno: III sekretarzem, zastępcą naczelnika wydziału oraz naczelnikiem wydziału. Od 2000 do 2002 był zastępcą Konsula Generalnego w Konsulacie Generalnym ChRL w San Francisco. Potem w latach 2002–2007 zastępca dyrektora w Biurze Kadr MSZ ChRL.
Od 2007 do 2010 pracownik ambasady ChRL w Stanach Zjednoczonych. W latach 2010–2014 ambasador nadzwyczajny i pełnomocny ChRL w Kenii. Był również Stałym Przedstawicielem ChRL przy Programie Środowiskowym Organizacji Narodów Zjednoczonych i Programie Narodów Zjednoczonych ds. Osiedli Ludzkich.
W latach 2014–2018 dyrektor Departamentu ds. Bezpieczeństwa Zewnętrznego MSZ ChRL. Od 21 marca 2018 ambasador nadzwyczajny i pełnomocny ChRL w Polsce. 17 kwietnia tego samego roku złożył list uwierzytelniający na ręce prezydenta RP Andrzeja Dudy. W kwietniu 2021 zakończył swoją misję dyplomatyczną w Polsce.
W maju 2021 został mianowany komisarzem MSZ ChRL w Specjalnym Regionie Administracyjnym Hongkongu.

## Życie prywatne
Żonaty, ma syna.